# لی کالینگ
لی کالینگ (انگلیسی: Lee Cowling؛ زادهٔ ۲۲ سپتامبر ۱۹۷۷) بازیکن فوتبال اهل بریتانیا است.
از باشگاه‌هایی که در آن بازی کرده‌است می‌توان به باشگاه فوتبال ناتینگهام فارست، باشگاه فوتبال منزفیلد تاون، باشگاه فوتبال برتون آلبیون، و باشگاه فوتبال کترینگ تاون اشاره کرد.
وی همچنین در تیم‌های ملی فوتبال زیر ۱۸ سال انگلستان، زیر ۱۷ سال انگلستان، و England national under-16 football team بازی کرده‌است.